# غروناو (شمال الراين-وستفاليا)
غروناو نوردراين وستفالن (بالألمانية: Gronau, North Rhine-Westphalia) هي بلدة ألمانية تقع في ألمانيا في Borken.

## المدن التوأمة
مدن إيبه (هولندا)، Bromsgrove و Mezőberény هي مدن توأمة لـغروناو نوردراين وستفالن.

## أعلام
- يانز ويسينغ
- جنكيز كوتش